# Élections aux conseils d'arrondissement de 1928 dans la Somme
Les élections aux conseils d'arrondissement de 1928 ont eu lieu le 14 et le 21 octobre 1928. 

## Résultats à l'échelle du département

### Présidents de conseils d'arrondissement élus
| Arrondissement | Président sortant | Parti | Parti | Président élu | Parti | Parti |
| -------------- | ----------------- | ----- | ----- | ------------- | ----- | ----- |
| Amiens         | Octave Macrez     |       | AD    | Octave Macrez |       | AD    |
| Abbeville      | Joseph Dufrien*   |       | PRRRS | Albert Padieu |       | AD    |
| Montdidier     | Léon Choisy       |       | PRRRS | Léon Choisy   |       | PRRRS |
| Péronne        | Eugène Rouzé      |       | AD    | Eugène Rouzé  |       | AD    |

### Évolution
| Partis              | Partis                                          | Conseillers sortants | Conseillers élus | Évolution     |
| ------------------- | ----------------------------------------------- | -------------------- | ---------------- | ------------- |
|                     | Parti républicain radical et radical-socialiste | 11                   | 10               | 1             |
| Total Centre-gauche | Total Centre-gauche                             | 11                   | 10               | 1             |
|                     | Alliance démocratique                           | 10                   | 8                | 2             |
| Total Centre-droit  | Total Centre-droit                              | 10                   | 8                | 2             |
|                     | Section française de l'Internationale ouvrière  | 2                    | 3                | 1             |
| Total Gauche        | Total Gauche                                    | 2                    | 3                | 1             |
|                     | Fédération républicaine                         | 2                    | 2                | en stagnation |
| Total Droite        | Total Droite                                    | 2                    | 2                | en stagnation |

## Arrondissement d'Amiens
| 1 | Acheux-en-Amiénois | Eugène Hourdequin   | AD    | Eugène Hourdequin   | AD             |                |  |
| 1 | Acheux-en-Amiénois | Charles Corbier     | PRRRS | Siège supprimé      | Siège supprimé |                |  |
| 1 | Amiens-Nord-Ouest  | Alexis Mailly       | SFIO  | Alexis Mailly       | SFIO           |                |  |
| 1 | Amiens-Sud-Est     | Rodolphe Tonnellier | SFIO  | Rodolphe Tonnellier | SFIO           |                |  |
| 1 | Conty              | Edgard Caron        | AD    | Edgard Caron        | AD             |                |  |
| 1 | Corbie             | Jules Vendeville    | PRRRS | Jules Vendeville    | PRRRS          |                |  |
| 1 | Domart-en-Ponthieu | Léon Brouilly       | PRRRS | Léon Brouilly       | PRRRS          |                |  |
| 1 | Domart-en-Ponthieu | Adhélard Wimart*    | AD    | Siège supprimé      | Siège supprimé |                |  |
| 1 | Hornoy-le-Bourg    | Octave Macrez       | AD    | Octave Macrez       | AD             |                |  |
| 1 | Molliens-Vidame    | Léonce Demarest     | AD    | Léonce Demarest     | AD             |                |  |
|   |                    |                     |       |                     |                |                |  |
| 2 | Amiens-Nord-Est    | Maurice Desaint     | PRS   | Maurice Desaint     | PRS            |                |  |
| 2 | Amiens-Sud-Ouest   | Jules Thierry       | SFIO  | Jules Thierry       | SFIO           |                |  |
| 2 | Bernaville         | Raoul Mahélin       | PRRRS | Siège supprimé      | Siège supprimé | Siège supprimé |  |
| 2 | Bernaville         | Fernand Allart      | AD    | Fernand Allart      | AD             |                |  |
| 2 | Boves              | Louis Voiturier     | PRRRS | Louis Voiturier     | PRRRS          |                |  |
| 2 | Doullens           | Alfred Delannoy     | RI    | Alfred Delannoy     | RI             |                |  |
| 2 | Doullens           | Joseph Voiselle     | AD    | Joseph Voiselle     | AD             |                |  |
| 2 | Doullens           | Lucien Carpentier   | PRRRS | Lucien Carpentier   | PRRRS          |                |  |
| 2 | Oisemont           | Louis Quevauvillers | AD    | Louis Quevauvillers | AD             |                |  |
| 2 | Picquingy          | Paul-Émile Goudard  | PRRRS | Paul-Émile Goudard  | PRRRS          |                |  |
| 2 | Poix-de-Picardie   | Adonis Mérouze      | AD    | Adonis Mérouze      | AD             |                |  |
| 2 | Villers-Bocage     | Georges Sanier      | AD    | Georges Sanier      | AD             |                |  |

*Conseillers d'arrondissement sortants ne se représentant pas

### Canton d'Acheux-en-Amiénois
| Candidats      | Candidats          | Étiquette      | Premier tour | Premier tour | Deuxième tour | Deuxième tour |
| Candidats      | Candidats          | Étiquette      | Voix         | %            | Voix          | %             |
| -------------- | ------------------ | -------------- | ------------ | ------------ | ------------- | ------------- |
|                | Charles Corbier*   | PRRRS          | 993          | 49,70        | 1 075         | 49,88         |
|                | Eugène Hourdequin* | AD             | 970          | 48,55        | 1 080         | 50,12         |
|                | Divers             | Divers         | 35           | 1,75         |               |               |
|                |                    |                |              |              |               |               |
| Inscrits       | Inscrits           | Inscrits       | 2 490        | 100,00       | 2 491         | 100,00        |
| Abstentions    | Abstentions        | Abstentions    | 379          | 15,22        | 285           | 11,44         |
| Abstentions    | Abstentions        | Abstentions    | 2 111        | 84,78        | 2 206         | 88,56         |
| Blancs et nuls | Blancs et nuls     | Blancs et nuls | 113          | 5,35         | 51            | 2,31          |
| Exprimés       | Exprimés           | Exprimés       | 1 998        | 94,65        | 2 155         | 97,69         |

*sortant

### Canton d'Amiens-Nord-Ouest
| Candidats      | Candidats      | Étiquette      | Premier tour | Premier tour | Second tour | Second tour |
| Candidats      | Candidats      | Étiquette      | Voix         | %            | Voix        | %           |
| -------------- | -------------- | -------------- | ------------ | ------------ | ----------- | ----------- |
|                | Alexis Mailly* | SFIO           | 1 035        | 50,44        | 1 337       | 58,13       |
|                | M. Vallet      | PRRRS          | 738          | 35,96        | 773         | 33,61       |
|                | Louis Beaurain | PC-SFIC        | 279          | 13,60        | 190         | 8,26        |
|                |                |                |              |              |             |             |
| Inscrits       | Inscrits       | Inscrits       | 4 698        | 100,00       | 4 698       | 100,00      |
| Abstentions    | Abstentions    | Abstentions    | 2 512        | 53,47        | 2 304       | 49,04       |
| Votants        | Votants        | Votants        | 2 186        | 46,53        | 2 394       | 50,96       |
| Blancs et nuls | Blancs et nuls | Blancs et nuls | 134          | 6,13         | 94          | 3,93        |
| Exprimés       | Exprimés       | Exprimés       | 2 052        | 93,87        | 2 300       | 96,07       |

*sortant

### Canton d'Amiens-Sud-Est
| Candidats      | Candidats            | Étiquette      | Premier tour | Premier tour | Second tour | Second tour |
| Candidats      | Candidats            | Étiquette      | Voix         | %            | Voix        | %           |
| -------------- | -------------------- | -------------- | ------------ | ------------ | ----------- | ----------- |
|                | Lucien Hacquart      | FR             | 1 592        | 33,69        | 2 242       | 40,34       |
|                | Rodolphe Tonnellier* | SFIO           | 1 569        | 33,21        | 2 362       | 42,50       |
|                | Louis Prot           | PC-SFIC        | 1 110        | 23,49        | 954         | 17,16       |
|                | M. Chocholle         | PRRRS          | 454          | 9,61         |             |             |
|                |                      |                |              |              |             |             |
| Inscrits       | Inscrits             | Inscrits       | 9 979        | 100,00       | 9 979       | 100,00      |
| Abstentions    | Abstentions          | Abstentions    | 5 180        | 51,91        | 4 352       | 43,61       |
| Votants        | Votants              | Votants        | 4 799        | 48,09        | 5 627       | 56,39       |
| Blancs et nuls | Blancs et nuls       | Blancs et nuls | 74           | 1,54         | 69          | 1,23        |
| Exprimés       | Exprimés             | Exprimés       | 4 725        | 98,46        | 5 558       | 98,77       |

*sortant

### Canton de Conty
|                | Edgard Caron*  | AD             | 1 171 | 100,00 |  |  |
|                |                |                |       |        |  |  |
| Inscrits       | Inscrits       | Inscrits       | 2 158 | 100,00 |  |  |
| Abstentions    | Abstentions    | Abstentions    | 868   | 40,22  |  |  |
| Votants        | Votants        | Votants        | 1 290 | 59,78  |  |  |
| Blancs et nuls | Blancs et nuls | Blancs et nuls | 119   | 9,22   |  |  |
| Exprimés       | Exprimés       | Exprimés       | 1 171 | 90,78  |  |  |

*sortant

### Canton de Corbie
|                | Jules Vendeville* | PRRRS          | 2 335 | 83,10  |  |  |
|                | André Tavernier   | PC-SFIC        | 478   | 16,99  |  |  |
|                |                   |                |       |        |  |  |
| Inscrits       | Inscrits          | Inscrits       | 4 997 | 100,00 |  |  |
| Abstentions    | Abstentions       | Abstentions    | 2 060 | 41,22  |  |  |
| Votants        | Votants           | Votants        | 2 937 | 58,78  |  |  |
| Blancs et nuls | Blancs et nuls    | Blancs et nuls | 124   | 4,22   |  |  |
| Exprimés       | Exprimés          | Exprimés       | 2 813 | 95,78  |  |  |

*sortant

### Canton de Domart-en-Ponthieu
|                | Léon Brouilly  | PRRRS          | 1 498 | 52,62  |  |  |
|                | M. Lefèvre     |                | 1 025 | 36,00  |  |  |
|                | M. Ancelin     | SFIO           | 324   | 11,38  |  |  |
|                |                |                |       |        |  |  |
| Inscrits       | Inscrits       | Inscrits       | 3 580 | 100,00 |  |  |
| Abstentions    | Abstentions    | Abstentions    | 690   | 19,27  |  |  |
| Votants        | Votants        | Votants        | 2 890 | 80,73  |  |  |
| Blancs et nuls | Blancs et nuls | Blancs et nuls | 43    | 1,49   |  |  |
| Exprimés       | Exprimés       | Exprimés       | 2 847 | 98,51  |  |  |

*sortant

### Canton de Hornoy-le-Bourg
|                | Octave Macrez* | AD             | 704   | 57,70  |  |  |
|                | M. Flament     | Divers         | 516   | 42,30  |  |  |
|                |                |                |       |        |  |  |
| Inscrits       | Inscrits       | Inscrits       | 1 832 | 100,00 |  |  |
| Abstentions    | Abstentions    | Abstentions    | 396   | 21,62  |  |  |
| Votants        | Votants        | Votants        | 1 436 | 78,38  |  |  |
| Blancs et nuls | Blancs et nuls | Blancs et nuls | 216   | 15,04  |  |  |
| Exprimés       | Exprimés       | Exprimés       | 1 220 | 84,96  |  |  |

*sortant

### Canton de Molliens-Vidame
|                | Léonce Demarest* | AD             | 1 593 | 100,00 |  |  |
|                |                  |                |       |        |  |  |
| Inscrits       | Inscrits         | Inscrits       | 2 314 | 100,00 |  |  |
| Abstentions    | Abstentions      | Abstentions    | 640   | 27,66  |  |  |
| Votants        | Votants          | Votants        | 1 674 | 72,34  |  |  |
| Blancs et nuls | Blancs et nuls   | Blancs et nuls | 81    | 4,84   |  |  |
| Exprimés       | Exprimés         | Exprimés       | 1 593 | 95,16  |  |  |

*sortant

## Arrondissement d'Abbeville
| 1 | Abbeville-Sud          | Paul Gaillard              | PRRRS | Paul Gaillard     | PRRRS |  |  |
| 1 | Ault                   | Joseph Dufrien*            | PRRRS | Jules Lecat       | PRRRS |  |  |
| 1 | Crécy-en-Ponthieu      | Albert Padieu              | AD    | Albert Padieu     | AD    |  |  |
| 1 | Hallencourt            | Joseph Tagaux              | FR    | Joseph Tagaux     | FR    |  |  |
| 1 | Moyenneville           | Henri des Lyons de Feuchin | FR    | Georges Cossart   | SFIO  |  |  |
| 1 | Rue                    | Eugène Dheilly             | AD    | Eugène Dheilly    | AD    |  |  |
|   |                        |                            |       |                   |       |  |  |
| 2 | Abbeville-Nord         | Eugène Leroy               | PRRRS | Eugène Leroy      | PRRRS |  |  |
| 2 | Ailly-le-Haut-Clocher  | Albert Bilhaut             | AD    | Albert Bilhaut    | AD    |  |  |
| 2 | Gamaches               | Florimond Mauduit          | RI    | Florimond Mauduit | RI    |  |  |
| 2 | Nouvion                | Henri Poupart              | FR    | Henri Poupart     | FR    |  |  |
| 2 | Saint-Valery-sur-Somme | Henri Perruchot            | PRRRS | Henri Perruchot   | PRRRS |  |  |

*Conseillers d'arrondissement sortants ne se représentant pas

### Canton d'Abbeville-Sud
|                | Paul Gaillard* | PRRRS          | 1 437 | 100,00 |  |  |
|                |                |                |       |        |  |  |
| Inscrits       | Inscrits       | Inscrits       | 2 993 | 100,00 |  |  |
| Abstentions    | Abstentions    | Abstentions    | 1 402 | 46,84  |  |  |
| Votants        | Votants        | Votants        | 1 591 | 53,16  |  |  |
| Blancs et nuls | Blancs et nuls | Blancs et nuls | 154   | 9,68   |  |  |
| Exprimés       | Exprimés       | Exprimés       | 1 437 | 90,32  |  |  |

*sortant

### Canton d'Ault
| Candidats      | Candidats          | Étiquette      | Premier tour | Premier tour | Second tour | Second tour |
| Candidats      | Candidats          | Étiquette      | Voix         | %            | Voix        | %           |
| -------------- | ------------------ | -------------- | ------------ | ------------ | ----------- | ----------- |
|                | Étienne Chantrel   | FR             | 1 430        | 34,45        | 1 696       | 39,87       |
|                | Jules Lecat        | PRRRS          | 1 266        | 30,50        | 2 241       | 52,67       |
|                | Cléophas Marcassin | SFIO           | 1 089        | 26,23        |             |             |
|                | Georges Boubert    | PC-SFIC        | 366          | 8,82         | 317         | 7,45        |
|                |                    |                |              |              |             |             |
| Inscrits       | Inscrits           | Inscrits       | 5 572        | 100,00       | 5 572       | 100,00      |
| Abstentions    | Abstentions        | Abstentions    | 1 330        | 23,87        | 1 207       | 21,66       |
| Votants        | Votants            | Votants        | 4 242        | 76,13        | 4 365       | 78,34       |
| Blancs et nuls | Blancs et nuls     | Blancs et nuls | 91           | 2,15         | 111         | 2,54        |
| Exprimés       | Exprimés           | Exprimés       | 4 151        | 97,85        | 4 254       | 97,46       |

*sortant

### Canton de Crécy-en-Ponthieu
|                | Albert Padieu  | AD             | 1 685 | 100,00 |  |  |
|                |                |                |       |        |  |  |
| Inscrits       | Inscrits       | Inscrits       | 2 394 | 100,00 |  |  |
| Abstentions    | Abstentions    | Abstentions    | 594   | 24,81  |  |  |
| Votants        | Votants        | Votants        | 1 800 | 75,19  |  |  |
| Blancs et nuls | Blancs et nuls | Blancs et nuls | 115   | 6,39   |  |  |
| Exprimés       | Exprimés       | Exprimés       | 1 685 | 93,61  |  |  |

*sortant

### Canton d'Hallencourt
| Candidats      | Candidats        | Étiquette      | Premier tour | Premier tour | Second tour | Second tour |
| Candidats      | Candidats        | Étiquette      | Voix         | %            | Voix        | %           |
| -------------- | ---------------- | -------------- | ------------ | ------------ | ----------- | ----------- |
|                | Joseph Tagaux*   | FR             | 1 022        | 48,78        | 1 261       | 61,33       |
|                | Fernand Rieutord | SFIO           | 543          | 25,92        | 795         | 38,67       |
|                | M. Horville      | RI             | 530          | 25,30        |             |             |
|                |                  |                |              |              |             |             |
| Inscrits       | Inscrits         | Inscrits       | 2 753        | 100,00       | 2 753       | 100,00      |
| Abstentions    | Abstentions      | Abstentions    | 595          | 21,61        | 588         | 21,36       |
| Votants        | Votants          | Votants        | 2 158        | 78,39        | 2 165       | 78,64       |
| Blancs et nuls | Blancs et nuls   | Blancs et nuls | 63           | 2,92         | 109         | 5,03        |
| Exprimés       | Exprimés         | Exprimés       | 2 095        | 97,08        | 2 056       | 94,97       |

*sortant

### Canton de Moyenneville
| Candidats      | Candidats                   | Étiquette      | Premier tour | Premier tour | Second tour | Second tour |
| Candidats      | Candidats                   | Étiquette      | Voix         | %            | Voix        | %           |
| -------------- | --------------------------- | -------------- | ------------ | ------------ | ----------- | ----------- |
|                | Henri des Lyons de Feuchin* | FR             | 1 001        | 46,71        | 1 110       | 49,69       |
|                | Georges Cossart             | SFIO           | 799          | 37,28        | 1 124       | 50,31       |
|                | Michel Facques              | AD             | 343          | 16,01        |             |             |
|                |                             |                |              |              |             |             |
| Inscrits       | Inscrits                    | Inscrits       | 2 860        | 100,00       | 2 860       | 100,00      |
| Abstentions    | Abstentions                 | Abstentions    | 649          | 22,69        | 568         | 19,86       |
| Votants        | Votants                     | Votants        | 2 211        | 77,31        | 2 292       | 80,14       |
| Blancs et nuls | Blancs et nuls              | Blancs et nuls | 68           | 3,08         | 58          | 2,53        |
| Exprimés       | Exprimés                    | Exprimés       | 2 143        | 96,92        | 2 234       | 97,47       |

*sortant

### Canton de Rue
|                | Eugène Dheilly* | AD             | 1 669 | 100,00 |  |  |
|                |                 |                |       |        |  |  |
| Inscrits       | Inscrits        | Inscrits       | 3 513 | 100,00 |  |  |
| Abstentions    | Abstentions     | Abstentions    | 1 706 | 48,56  |  |  |
| Votants        | Votants         | Votants        | 1 807 | 51,44  |  |  |
| Blancs et nuls | Blancs et nuls  | Blancs et nuls | 138   | 7,64   |  |  |
| Exprimés       | Exprimés        | Exprimés       | 1 669 | 92,36  |  |  |

*sortant

## Arrondissement de Montdidier
| 1 | Montdidier           | Léon Choisy             | PRRRS | Léon Choisy             | PRRRS |  |  |
| 1 | Montdidier           | Louis Lematte           | PRRRS | Louis Lematte           | PRRRS |  |  |
| 1 | Moreuil              | Arthur Desachy          | AD    | Arthur Desachy          | AD    |  |  |
| 1 | Moreuil              | Léopold Marque          | PRRRS | Gaston Saveuse          | PRRRS |  |  |
|   |                      |                         |       |                         |       |  |  |
| 2 | Ailly-sur-Noye       | Arthémie Rouen          | RI    | Arthémie Rouen          | RI    |  |  |
| 2 | Rosières-en-Santerre | Georges Capronnier      | PRRRS | Georges Capronnier      | PRRRS |  |  |
| 2 | Rosières-en-Santerre | Albert Chantrel         | RI    | Albert Chantrel         | RI    |  |  |
| 2 | Roye                 | Georges Desjardins      | AD    | Georges Desjardins      | AD    |  |  |
| 2 | Roye                 | Sainte-Marie Carpentier | PRRRS | Sainte-Marie Carpentier | PRRRS |  |  |

*Conseillers d'arrondissement sortants ne se représentant pas

### Canton de Montdidier
|             | Louis Lematte* | PRRRS       | 1 755 | 84,50  |  |  |
|             | Léon Choisy*   | PRRRS       | 1 655 | 79,68  |  |  |
|             |                |             |       |        |  |  |
| Inscrits    | Inscrits       | Inscrits    | 3 062 | 100,00 |  |  |
| Abstentions | Abstentions    | Abstentions | 985   | 32,16  |  |  |
| Votants     | Votants        | Votants     | 2 077 | 67,84  |  |  |

*sortant

### Canton de Moreuil
|             | Arthur Desachy* | AD          | 1 290 | 64,69  |  |  |
|             | Gaston Saveuse  | PRRRS       | 1 213 | 60,83  |  |  |
|             | Marcel Ferbus   | SFIO        | 676   | 33,90  |  |  |
|             | Louis Sacquépée | SFIO        | 636   | 31,90  |  |  |
|             |                 |             |       |        |  |  |
| Inscrits    | Inscrits        | Inscrits    | 2 930 | 100,00 |  |  |
| Abstentions | Abstentions     | Abstentions | 936   | 31,95  |  |  |
| Votants     | Votants         | Votants     | 1 994 | 68,05  |  |  |

*sortant

## Arrondissement de Péronne
| 1 | Albert         | Frédéric Ehretsmann | AD    | Casimir Guillaucourt | PRRRS |  |  |
| 1 | Chaulnes       | Gaston Jules        | PRRRS | Gaston Jules         | PRRRS |  |  |
| 1 | Ham            | Roger Tattegrain    | AD    | Roger Tattegrain     | AD    |  |  |
| 1 | Péronne        | Louis Lucquet       | PRRRS | Louis Lucquet        | PRRRS |  |  |
| 1 | Péronne        | Léon Hénocque*      | PRRRS | Auguste Gauchin      | FR    |  |  |
|   |                |                     |       |                      |       |  |  |
| 2 | Bray-sur-Somme | Abner Ledent        | AD    | Abner Ledent         | AD    |  |  |
| 2 | Combles        | Charles Guidet      | PRRRS | Charles Guidet       | PRRRS |  |  |
| 2 | Nesle          | Eugène Rouzé        | AD    | Eugène Rouzé         | AD    |  |  |
| 2 | Roisel         | Gaston Boucourt     | PRRRS | Gaston Boucourt      | PRRRS |  |  |

*Conseillers d'arrondissement sortants ne se représentant pas

### Canton d'Albert
|                | Casimir Guillaucourt | PRRRS          | 1 443 | 55,95  |  |  |
|                | Frédéric Ehretsmann* | AD             | 1 136 | 44,05  |  |  |
|                |                      |                |       |        |  |  |
| Inscrits       | Inscrits             | Inscrits       | 3 808 | 100,00 |  |  |
| Abstentions    | Abstentions          | Abstentions    | 1 164 | 30,57  |  |  |
| Votants        | Votants              | Votants        | 2 644 | 69,43  |  |  |
| Blancs et nuls | Blancs et nuls       | Blancs et nuls | 65    | 2,46   |  |  |
| Exprimés       | Exprimés             | Exprimés       | 2 579 | 97,54  |  |  |

*sortant

### Canton de Chaulnes
|                | Gaston Jules*  | PRRRS          | 1 057 | 100,00 |  |  |
|                |                |                |       |        |  |  |
| Inscrits       | Inscrits       | Inscrits       | 1 839 | 100,00 |  |  |
| Abstentions    | Abstentions    | Abstentions    | 569   | 30,94  |  |  |
| Votants        | Votants        | Votants        | 1 270 | 69,06  |  |  |
| Blancs et nuls | Blancs et nuls | Blancs et nuls | 213   | 16,77  |  |  |
| Exprimés       | Exprimés       | Exprimés       | 1 057 | 83,23  |  |  |

*sortant

### Canton de Ham
|                | Roger Tattegrain* | AD             | 1 573 | 100,00 |  |  |
|                |                   |                |       |        |  |  |
| Inscrits       | Inscrits          | Inscrits       | 2 970 | 100,00 |  |  |
| Abstentions    | Abstentions       | Abstentions    | 1 280 | 43,10  |  |  |
| Votants        | Votants           | Votants        | 1 690 | 56,90  |  |  |
| Blancs et nuls | Blancs et nuls    | Blancs et nuls | 117   | 6,92   |  |  |
| Exprimés       | Exprimés          | Exprimés       | 1 573 | 93,08  |  |  |

*sortant

### Canton de Péronne
|             | Auguste Gauchin | FR          | 1 343 | 52,96  |  |  |
|             | Louis Lucquet   | PRRRS       | 1 317 | 51,93  |  |  |
|             | Alfred Basquin  | SFIO        | 1 021 | 40,26  |  |  |
|             | Gaston Lejeune  | SFIO        | 961   | 37,89  |  |  |
|             |                 |             |       |        |  |  |
| Inscrits    | Inscrits        | Inscrits    | 3 738 | 100,00 |  |  |
| Abstentions | Abstentions     | Abstentions | 1 202 | 32,16  |  |  |
| Votants     | Votants         | Votants     | 2 536 | 67,84  |  |  |

*sortant